# Andries Abraham Bekaar
Andries Abraham Bekaar (Sluis, 13 december 1845 - Doetinchem, 26 januari 1928) was een Nederlands waterbouwkundige. Hij was de zoon van Jacob Bekaar, gemeente-secretaris en -ontvanger te Sluis, en Jeannette Blankert.

## Opleiding en eerste werkkring

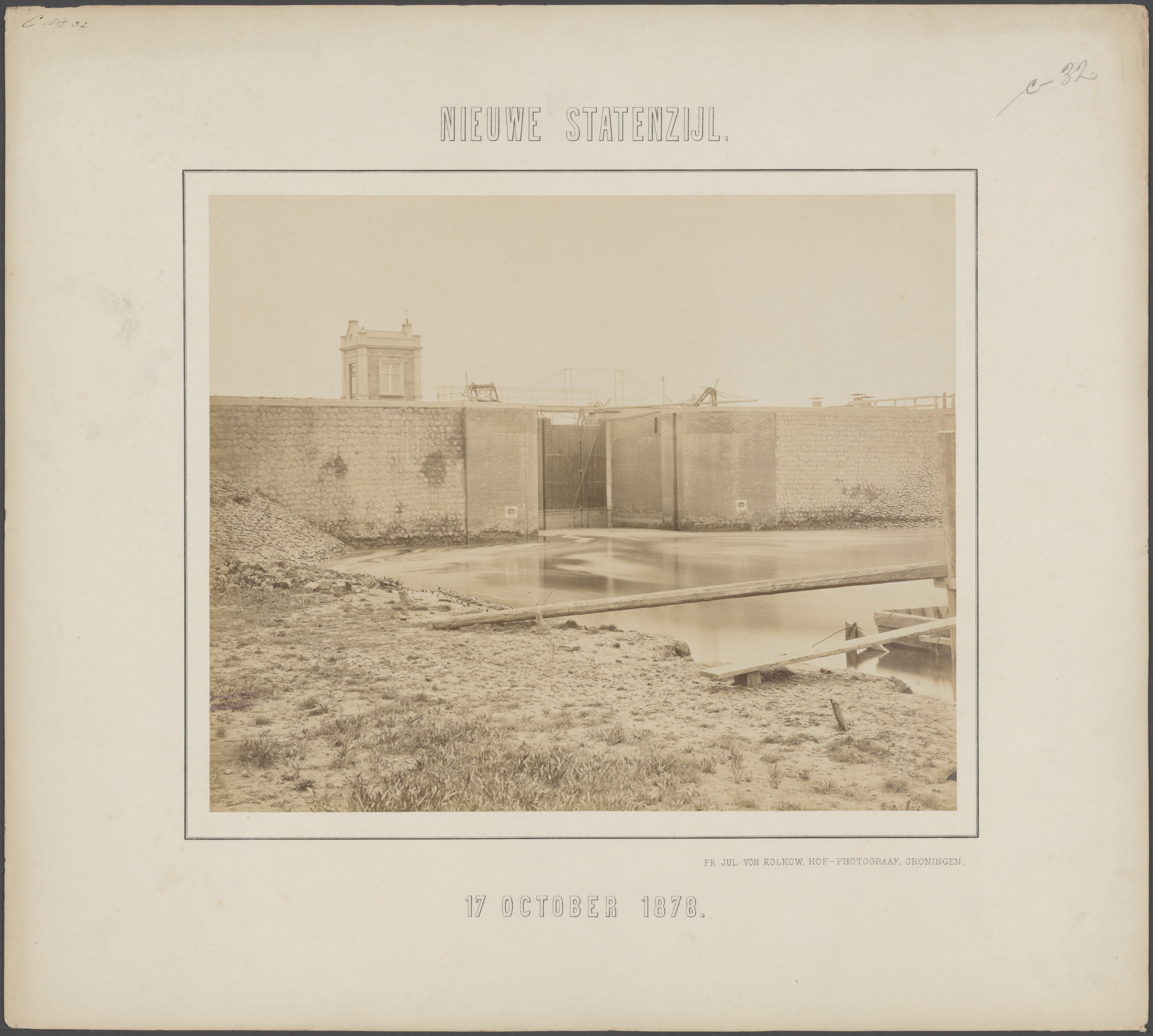
Nieuw-Statenzijl

In 1863 ging hij naar de Polytechnische School te Delft, waar hij in 1868 het diploma civiel ingenieur haalde. Na het vergelijkend examen werd hij met ingang van 1 januari 1869 benoemd tot surnumerair bij de Rijkswaterstaat, waarop een bevordering tot adspirant-ingenieur in 1870 en tot ingenieur 3e klasse in 1872 volgde. Gedurende de eerste tijd van zijn waterstaatsloopbaan was hij toegevoegd aan een van inspecteurs van de waterstaat en vanaf 1870 werkzaam bij de vervaardiging van de waterstaatskaart, voornamelijk in de provincie Zeeland. In 1873 werd hij arrondissementsingenieur in Middelburg, in 1874 ging hij naar Groningen, waar hij de uitwateringssluis bij Nieuw Statenzijl heeft gebouwd. In januari 1881 ging hij naar Maastricht in het zuidelijk arrondissement van die provincie. In 1883 kreeg hij het noordelijke arrondissement erbij.

## Naar Justitie
Van 1 maart 1888 tot 1 februari 1890 werd Bekaar verlof bij Waterstaat verleend en was hij gedetacheerd bij het Departement van Justitie ten einde met H.W.E. Struve een onderzoek in te stellen naar de arbeidstoestanden. Zijn werkzaamheden in deze functie hebben ongetwijfeld in belangrijke mate bijgedragen tot de totstandkoming van de Arbeidswet van 5 mei 1889. Tijdens zijn detachering werd hij in juli 1889 bevorderd tot ingenieur 1e klasse.

## Noordzeekanaal

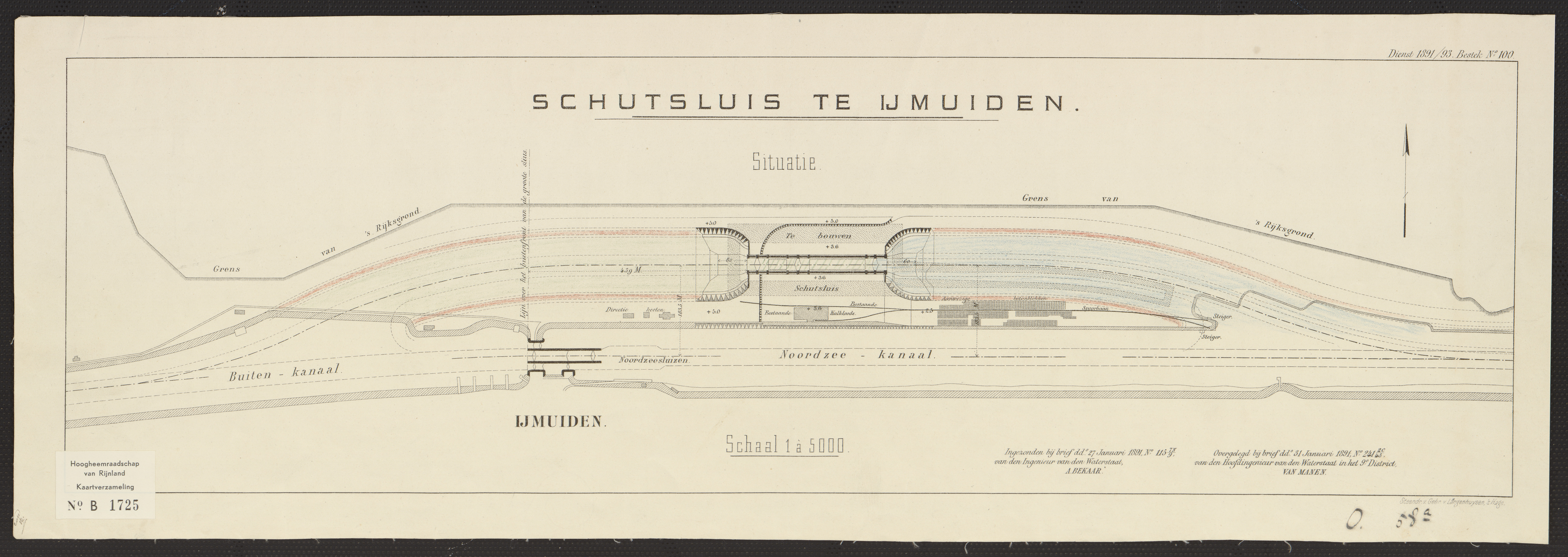
Tekening Middensluis IJmuiden

Na afloop zijner detachering deed Bekaar dienst als arrondissementsingenieur in IJmuiden. Kort te voren was begonnen met de bouw van de grote schutsluis daar, waaraan Bekaar een werkzaam aandeel heeft gehad; o.a. maakte hij zich verdienstelijk door het bedwingen van de wellen in het midden van de sluishoofden, ontstaan als gevolg van het bij een boring voor bodemonderzoek doorboren van enige diepe niet doorlatende lagen.
Met ingang van 1 maart 1893 werd het Noordzeekanaal afgescheiden van het arrondissement. Bekaar bleef toen belast met het kanaal.

## Zeeland
In najaar van 1894 werd hij  benoemd tot hoofdingenieur. Hij kreeg standplaats Middelburg. Tijdens zijn verblijf in Middelburg werd zijn titel van hoofdingenieur veranderd in die van hoofdingenieur-directeur.
In de Nederlandse waterstaatsgeschiedenis wordt Bekaar terecht beschouwd als een figuur, die nauw met de provincie Zeeland verbonden is geweest. Gedeeltelijk komt dit doordat hij Zeeuw van geboorte was en in zijn jongere jaren in Zeeland werkzaam geweest is, maar in het bijzonder zal dit wel zijn toe te schrijven aan het zeer merkwaardige en hoogst belangrijke werk, dat Bekaar als hoofdingenieur-directeur op velerlei gebied in Zeeland heeft verricht.Hij heeft een belangrijk aandeel gehad in de totstandkoming van de verruiming van het Kanaal Gent-Terneuzen, waartoe behoorden de nieuwe grote sluizen te Sas van Gent en te Terneuzen. Voorts was hij lid van de in 1890 ingestelde Commissie voor het doen van voorstellen tot wijziging van het verdrag met België van 26 mei 1843, betreffende de afwatering van de Zeeuws Vlaamse grenspolders, en werd hij na het overlijden van de oud-minister van waterstaat mr. Johannes Christiaan de Marez Oyens, voorzitter van deze commissie, wel een bewijs hoe hoog de capaciteiten van Bekaar door de Nederlandse regering werden aangeslagen.

## Inspecteur-Generaal

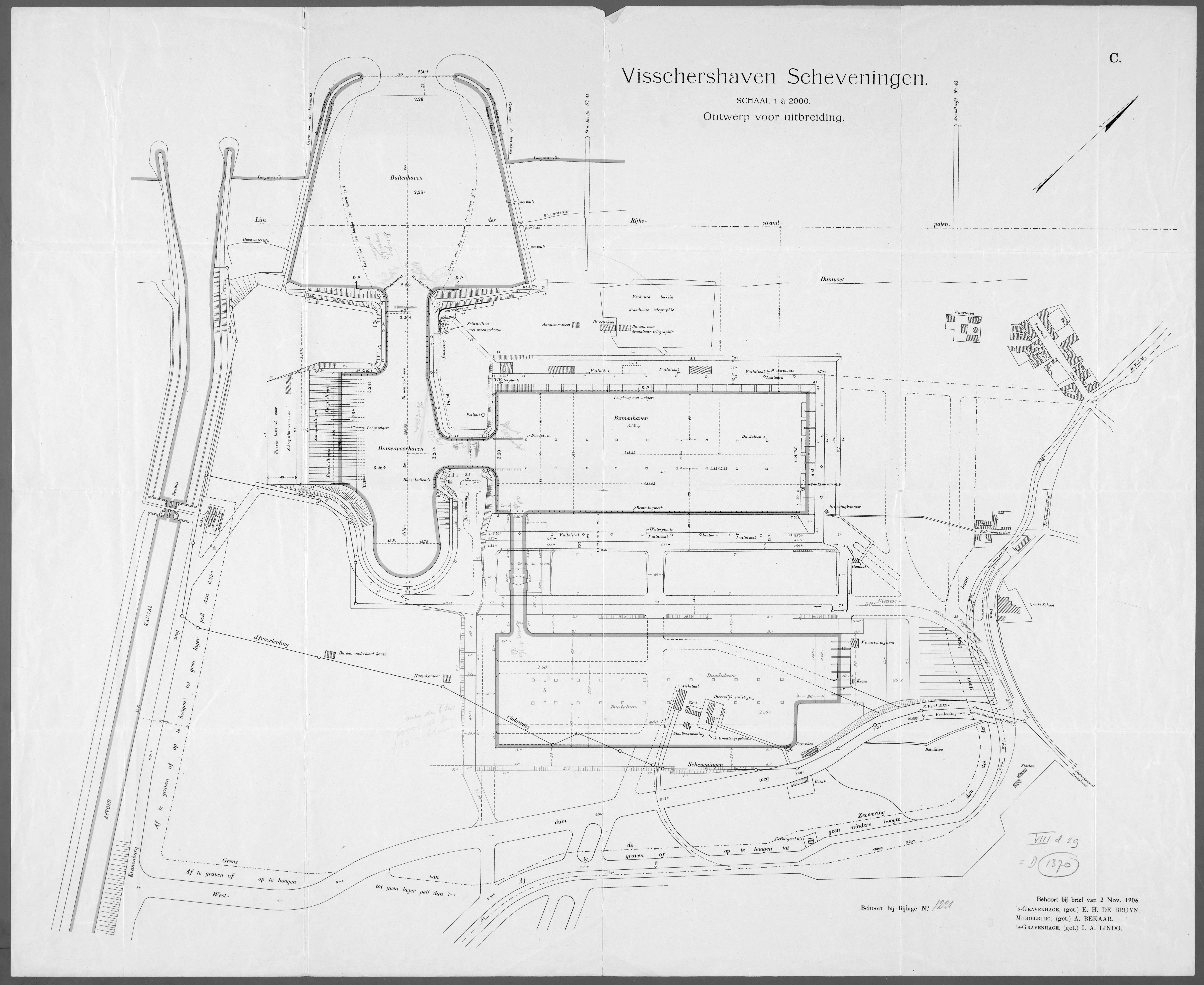
Kaart van de vergroting Haven van Scheveningen

Met ingang van 1 augustus 1908 werd Bekaar benoemd tot inspecteur-generaal van Rijkswaterstaat en belast met de zeeprovincies met standplaats 's-Gravenhage, Hij was hier onder meer betrokken bij de besluitvorming over uitbreiding van de vissershaven van Scheveningen, waarna hij met ingang van 1 april 1911 met pensioen ging.
Als een ander bewijs van de bijzondere positie die Bekaar in de waterstaatswereld in nam, is dat hij zeer kort na zijn pensionering werd benoemd tot voorzitter van Staatscommissie in zake de droogmaking der plassen beoosten de Vecht, van welke functie hij in 1913 op zijn verzoek werd ontheven.

## Publicaties van ir. Bekaar
In weerwil van zijn drukke werkzaamheden wist Bekaar nog tijd te vinden voor het schrijven van verschillende belangrijke verhandelingen, zoals:
- Iets over den invloed der afdamming van het Sloe op de Zeeuwsche stroomen" (Verh. K. I. v. Ingrs 1873/74, blz. 285 + plaat 20-23; pdf blz 219[3])
- De ijsbezetting van het Noordzeekanaal in den winter van 1890—1891" (Not. K. I. v. Ingrs. 1890/91, blz. 121; pdf blz 98[4])
- Het uitwateringskanaal naar de Wielingen in het voormalige vierde district van de provincie Zeeland. Gedenkboek KIvI (1897), p. 116-117.
- (28 juli 1900). De tramweghavens aan het Zijpe. De Ingenieur  15 (39)
- (fr) Moyens de prévention des chômages par la gelée. PIANC - Belinfante Den Haag (1894).
- Rapport aan de zeehaven-commissie uit den gemeenteraad van 's-gravenhage.. Gemeente Den Haag (1898).

- Gemeinsame Normdatei: 1113779365
- International Standard Name Identifier: 0000 0003 8864 1314